# Kunstmuseum Bayreuth
Le Kunstmuseum Bayreuth est le Musée d’art contemporain de la ville de Bayreuth. Les salles historiques de l'Hôtel de Ville baroque présentent des expositions d'art contemporain et d'art moderne classique. Le musée propose des visites guidées, des activités pédagogiques et des conférences.

## Collection

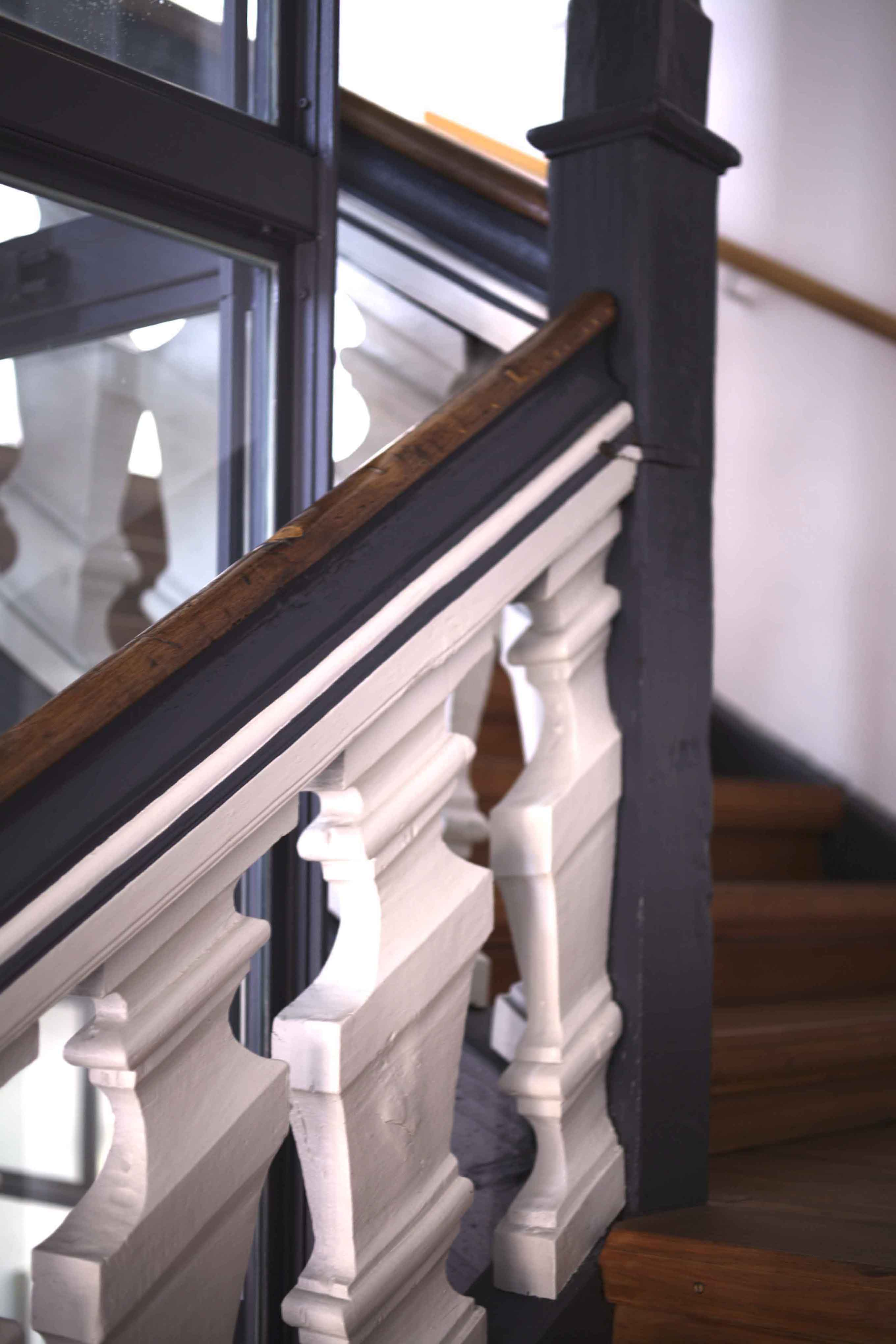
Kunstmuseum Bayreuth, l'escalier avec l'ascenseur

La collection du Musée se concentre sur l'art du XXe siècle. Parmi presque 10 000 objets, des œuvres sur papier sont de loin le groupe le plus important. Les estampes, les dessins et les aquarelles sont situés dans le dépôt. Objets individuels et groupes d'objets seront présentés en expositions.
Le musée d’affiches dans le Kunstmuseum Bayreuth contient environ 17 000 affiches. Les conceptions de l'affiche se concentrent sur le contenu culturel, tel que la littérature, le théâtre, les expositions et la musique. Des sujets tels que l'histoire contemporaine, les sports et les voyages sont représentés par de nombreuses variantes.

### Institutions indépendantes, les fondations et les collections
Le Dr Helmut und Constanze Meyer Kunststiftung et le Caspar Walter Rauh Sammlung der Oberfrankenstiftung formaient en 1991 la base du Musée, qui a été élargi en 1992 grâce à une donation des œuvres de l'expressionniste Georg Tappert. Avec la fondation de Kunstmuseum Bayreuth a eu lieu en 1999 la mise en place de la Tabakhistorischen Sammlung de British American Tobacco. Le Prof. Dr Klaus Dettmann Kunststiftung a été fondée en 2002, en 2009 la Voith von Voithenberg Stiftung a suivi. Avec le Werner Froemel Sammlung der Oberfrankenstiftung une autre grande fondation a enrichi les collections en 2010. Le Georg Jacob Best Kunststiftung Viola Schweinfurter a formé depuis 2014 la fondation récente dans la maison.

### Dons et acquisitions

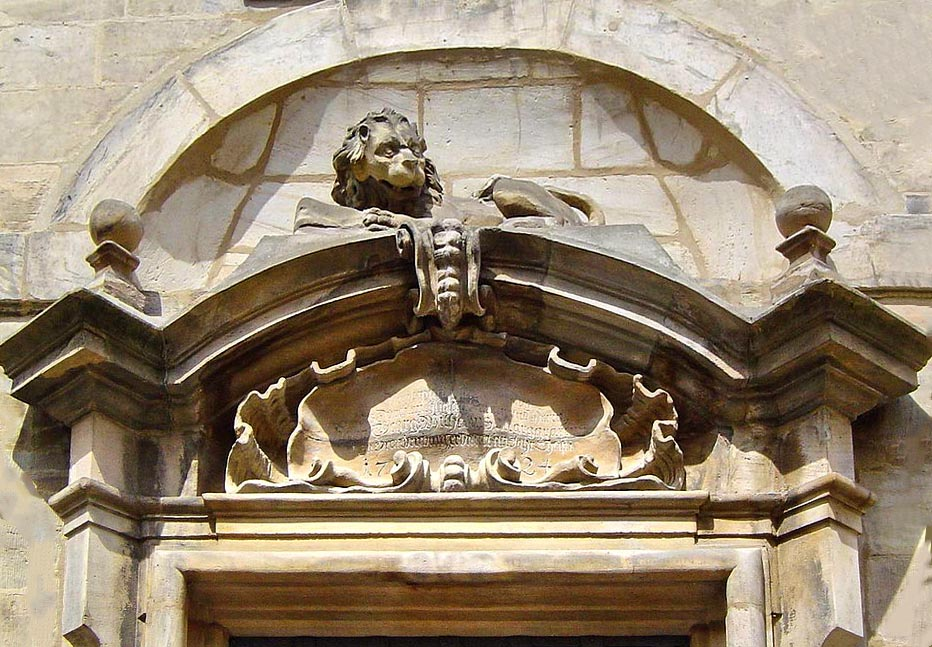
Kunstmuseum Bayreuth, l'animal héraldique des margraves de Bayreuth

Grâce à des achats, l'inventaire croît sans interruption depuis 1999. Le Sammlung Hertha Drescher et Günter Ruckdäschel fait partie du Kunstmuseum depuis 2000. Le Prof. Dr Felix et Sybille Böcker Schenkung existe depuis 2008. Le cercle des amis de la Kunstmuseum Bayreuth fait des cadeaux généreux depuis 2005. Le transfert du Kleines Plakatmuseum dans le Kunstmuseum Bayreuth a eu lieu en 2012.

## Histoire
Les débuts de la construction du bâtiment remontent au Moyen Âge. Après sa destruction à la suite de guerres hussites dans l'année 1430 et les grandes incendies de la ville en 1605 et 1621, le bâtiment a été transformé en hôtel de ville de Bayreuth en 1721. Cette fonction a été maintenue jusqu'en 1917. En 1722-1727, le bâtiment a été transformé par l'architecte du margrave Johann David Räntz. De 1797 à 1812, l'ancien hôtel de ville était le siège de la Cour municipale et la Cour de District a siégé ici de 1816 à 1832. Jusqu'en 1916, des collectivités, comme une école de commerce ou la Poste municipale, s'y sont installées. Avec l'inauguration de l'hôtel de ville sur la Luitpoldplatz, l'ancien hôtel de ville a perdu ses tâches administratives en 1916.
Durant la République de Weimar, l'hôtel de ville baroque a abrité les salles de la bibliothèque de la ville de 1921 à 1928. Après la destruction de la nouvelle mairie sur la Luitpoldplatz pendant la Seconde Guerre mondiale, l'ancien hôtel de ville a réintégré ses bureaux de représentation en 1945. La construction de l'hôtel de ville moderne en 1972 a signifié un nouveau changement de fonction vers le bâtiment de service de la Police d'État.
Après que le maire Dieter Mronz ait pu gagner le Dr Helmut et Constanze Meyer Kunststiftung pour Bayreuth, l'ancien hôtel de ville a été choisi comme siège du Kunstmuseum Bayreuth, qui se réjouit de sa nouvelle détermination depuis décembre 1999.